# Tercera maqueta para la Puerta del Infierno
La puerta del infierno (en francés La porte del L'Enfer) es un grupo escultórico creado por el artista francés Auguste Rodin. El proyecto que inició en 1880 y acabó en 1917, ocupó a Rodin hasta los últimos días de su vida. La tercera maqueta de esta obra marcó un cambio crucial de su concepción, en comparación con las dos maquetas anteriores.

## Concepción inicial
Después de recibir el encargo para realizar la puerta del museo de artes decorativas, Rodin se lanzó a una intensa búsqueda para crear un modelo de puerta decorativa que representara la Divina Comedia de Dante. Sus primeras concepciones de la puerta muestran que tenía en mente varios ejemplos de puertas monumentales antiguas.

## Maquetas anteriores
A imagen de las puertas del bapisterio de la catedral Florencia, realizada por Lorenzo Ghiberti y conocidas como "la Puerta del Paraíso" (1425- 1452), Rodin concibió una primera maqueta, en la que cada una de las hojas está dividida verticalmente en cinco tableros.
La segunda maqueta es más precisa, ya que a pesar de que solo muestra la parte superior de la puerta, se pueden distinguir pequeñas figuras de manera compacta en bajorrelieves estrictamente separados. 
La tercera maqueta muestra un cambio decisivo en la concepción de Rodin: las hojas de La puerta ya no se encuentran dividida en tableros como en la primera maqueta, sino su superficie se encuentra en grupos que emergen de manera libre.  

### Descripción
En la parte inferior de la hoja izquierda se reconocen dos grupos que se destacan del resto: un hombre y una mujer entrelazados: Paolo y Francesca, los cuales primero se convirtieron en El beso, pero después fueron retirados por Rodin, debido a que era excesivamente idealizado para el contexto infernal.
En la parte superior, suspendido bocaabajo en la hoja derecha se encuentra un hombre con un niño sentado sobre sus rodillas: Ugolino y sus hijos.
En el centro del tímpano se ubica un hombre sentado, inclinado hacia delante y con el mentón apoyado sobre su mano derecha. Este hombre es una representación de Dante, poeta-creador que más tarde se convirtió en El pensador. 
De un lado y otro, se ubican las jambas, las cuales están coronadas por capiteles y animadas por figuras en torsión, que recuerdan a los Ignudi (desnudos masculinos pintados por Michelangelo en el techo de la Capilla Sixtina).
Cuando la pasó a tamaño real, Rodin conservó las partes importantes de La Puerta. Sin embargo, El pensador se mantuvo en un sitio preeminente, el grupo de Ugolino y sus hijos pasaron a un tamaño menor y El beso desapareció definitivamente de La Puerta, para convertirse en una obra autónoma. 